# Ofensiva de Kirovogrado
La ofensiva de Kirovogrado (en ruso: Кировоградская наступательная операция) fue una ofensiva del Segundo Frente Ucraniano del Ejército Rojo contra el 8.º Ejército alemán en la zona de Kirovogrado, en el centro de Ucrania, entre el 5 y el 16 de enero de 1944. Tuvo lugar durante la Segunda Guerra Mundial y fue parte de la más amplia Ofensiva del Dniéper-Cárpatos, un ataque soviético contra el Grupo de Ejércitos Sur que tenía como objetivo recuperar el resto de Ucrania que había caído en manos de Alemania en 1941.

## Antecedentes
Después de cruzar el Dniéper en septiembre de 1943, el Segundo Frente Ucraniano del general del ejército Iván Kónev hizo retroceder a las tropas alemanas en feroces combates, avanzando entre 30 y 100 kilómetros en la margen derecha del río mientras capturaba Cherkasy, Známyanka y Oleksandría a mediados de diciembre.

## Preparativos
El 20 de diciembre, Kónev informó al Stavka que, como resultado de los combates anteriores, las tropas soviéticas habían despejado la margen derecha del Dnieper en el sector de su frente. Solicitó la aprobación de su decisión de cambiar temporalmente el centro del frente y poner su flanco izquierdo a la defensiva para recibir refuerzos y reponer el equipo perdido en espera de reanudar la ofensiva hacia Krivói Rog entre el 5 y el 10 de enero de 1944. Stavka aprobó su plan, fijando la fecha de la ofensiva. entre el 5 y el 7 de enero. El frente fue reforzado con el 5.º Cuerpo de Caballería de la Guardia del 4.º Frente Ucraniano, que llegó a finales de diciembre, así como con 300 tanques y 100 cañones autopropulsados.
De acuerdo con las instrucciones de la Stavka, Kónev y su personal desarrollaron un plan para la ofensiva. El comando del frente propuso un ataque hacia Kazanka y Bereznegovatoye en la retaguardia de las tropas alemanas alrededor de Níkopol. El 2.° Frente Ucraniano debía derrotar a las tropas alemanas alrededor de Níkopol junto con el 3.° y 4.° frentes ucranianos. Debido a los avances del Primer Frente Ucraniano en la Ofensiva de Zhitómir-Berdichev, el Stavka decidió cambiar el plan. El 29 de diciembre emitió una nueva directiva que ordenaba al frente reanudar la ofensiva atacando hacia Kirovogrado con al menos cuatro ejércitos (uno de los cuales sería un ejército de tanques) a más tardar el 5 de enero. El objetivo del ataque sería destruir las tropas alemanas alrededor de Kirovogrado y capturar la ciudad desde el norte y el sur. El frente debía luego capturar Novoukrainka y Pomichna, y avanzar después hacia Pervomaisk en el Bug Meridional, donde debía capturar una cabeza de puente. Simultáneamente, el frente debía montar un ataque secundario con dos ejércitos en dirección a Shpola y Jristínivka.
El ataque hacia Kirovogrado y Pervomaisk tenía la intención de dividir a las tropas alemanas desplegadas en la margen derecha de Ucrania por la mitad, ayudando así al 1.er y 3.er  frentes ucranianos. El ataque secundario estaba destinado a ayudar al 1.er Frente Ucraniano a rodear y derrotar a las tropas alemanas en el área de Kániv y Zvenigorodka. De acuerdo con esta nueva directiva, Konev modificó el plan de la ofensiva. El 52.º Ejército del teniente general Konstantín Korotéiev debía atacar hacia Balakleya, Shpola y luego Jristinovka y posteriormente dirigir sus tropas hacia el área de Korsun-Shevchenkovsky. El 53.º Ejército del teniente general Iván Galanin, apoyado por el 5.º Cuerpo Mecanizado de Guardias del mayor general Boris Skvortsov, debía atacar hacia Mala Vyska.
Para el ataque principal hacia Kirovogrado, el frente utilizó dos grupos de choque. El grupo de choque del norte, que incluía al 5.º Ejército de Guardias del teniente general Alekséi Semenovich Zhadov y al 7.º Cuerpo Mecanizado del mayor general Fiódor Katkov, debía atacar la ciudad desde el noroeste. El grupo de choque del sur, con el 7.º Ejército de Guardias del coronel general Mijaíl Shumilov y el 5.º Ejército de Tanques de la Guardia del coronel general Pável Rótmistrov, debía atacar desde el suroeste, con la tarea de rodear y destruir las tropas alemanas en el área de Kirovogrado, luego desarrollar la ofensiva hacia Novoukrainka y Pomichna.

## Orden de batalla
Ejército Rojo
Segundo Frente Ucraniano, comandante general del ejército Iván Kónev, jefe de Estado Mayor coronel general Matvéi Zajárov que constaba de:
- 52.º Ejército, comandante teniente general Konstantín Korotéiev
- 53.° Ejército, comandante teniente general Iván Galanin
- 4.° Ejército de Guardias, comandante mayor general Aleksandr Rizhov
- 5.° Ejército de Guardias, comandante teniente general Alekséi Zhadov
- 7.° Ejército de Guardias, comandante coronel general Mijaíl Shumilov
- 5.° Ejército de Tanques de la Guardia, comandante coronel general de Blindados Pável Rótmistrov
- 5.° Cuerpo Mecanizado de la Guardia, comandante teniente general de Blindados Borís Skvortsov
- 7.° Cuerpo Mecanizado, comandante teniente general de Blindados Fiódor Katkov
- 5.° Ejército Aéreo, comandante teniente general de Aviación Serguéi Goriunov

A partir del 1 de enero de 1944, el frente contaba con 550 000 efectivos, 265 tanques, 127 cañones de asalto, 7136 cañones y morteros, 777 cañones antiaéreos, 500 aviones de combate.
Wehrmacht
Grupo de Ejércitos Sur, comandante mariscal de campo Erich von Manstein
8.° Ejército de Campaña, comandante General der Infanterie Otto Wöhler, que constaba de:
- 11.° Cuerpo de Ejército
- 47.° Cuerpo de Ejército
- 52.º Cuerpo de Ejército

4.ª Flota Aérea, comandante coronel general Otto Dessloch (parte)
En total: más de 420 000 efectivos, 520 tanques y cañones de asalto, 5100 cañones y morteros y unos 500 aviones de combate.

## Desarrollo de las operaciones

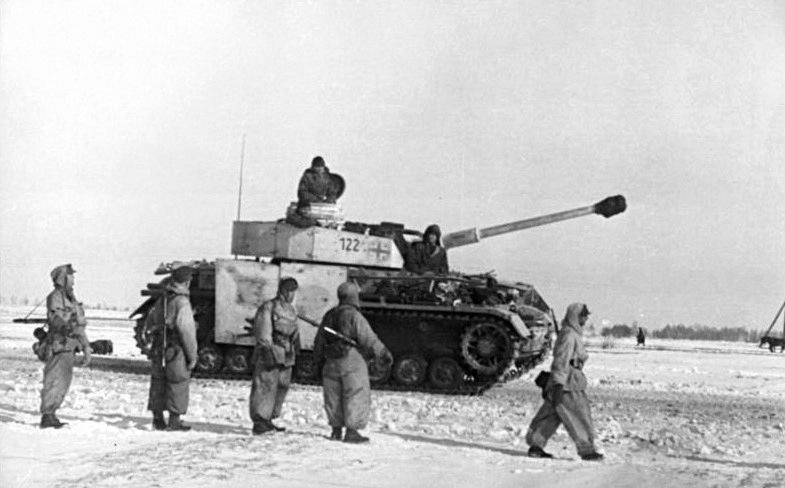
Un tanque Panzer IV alemán e infantería en Ucrania, enero de 1944

El 5 de enero de 1944, las tropas del 2.º Frente Ucraniano con el apoyo aéreo del 5.º Ejército Aéreo al mando del teniente general Serguéi Goriunov, pasaron a la ofensiva. Lograron el mayor éxito el primer día al norte de Kirovogrado. El 8.º Cuerpo Mecanizado del 5.º Ejército de Tanques de la Guardia se reagrupó aquí para su desarrollo. Para completar el avance a través de las defensas del enemigo en el sur de Kirovogrado en la franja del 7.º Ejército de la Guardia, se pusieron en funcionamiento los cuerpos de tanques 18.º y 29.º del 5.º Ejército de Tanques de la Guardia.
En la mañana del 7 de enero, las unidades avanzadas del frente pasaron por alto Kirovogrado desde el norte y el sur, cortando las principales rutas de retirada del enemigo. 5 divisiones alemanas fueron rodeadas, pero lograron organizar una retirada. El 8 de enero, las tropas soviéticas entraron en Kirovogrado y luego avanzaron otros 15 o 20 kilómetros. En la dirección de Uman, las tropas del 52.º Ejército y el 4.º Ejército de la Guardia avanzaron 40 kilómetros el 10 de enero, pero fueron detenidas por fuertes contraataques alemanes, que envió tres divisiones Panzers al sector. El 16 de enero se detuvo la ofensiva soviética en la línea formada por las localidades de Smila-Gruzke-Novgorod.
Como resultado de la operación de Kirovogrado, las tropas del 2.º Frente Ucraniano hicieron retroceder a los alemanes del Río Dnieper entre 40 y 50 kilómetros. Durante las intensas batallas, el 8.° Ejército alemán sufrió pérdidas significativas: la 167.° División de Infantería se disolvió debido a las graves pérdidas que había sufrido, mientras que la 10.° División de Granaderos Panzer, las 106.°, 282.° y 376.° divisiones de infantería sufrieron entre un 50 y un 75% de pérdidas en personal y material pesado.
El resultado más importante de la operación fue la liberación de Kirovogrado, un importante bastión y un valioso cruce de carreteras, que rompió la estabilidad de la defensa del 8.° Ejército alemán. La captura de Kirovogrado amenazó desde el sur los flancos de las fuerzas alemanas que estaban ubicadas alrededor de Korsun-Cherkasy. A su vez, junto con la vecina Ofensiva de Zhitomir-Berdichev, se creó un gran saliente dondo habían quedado dos cuerpos de ejército alemanes que sumaban cinco divisiones regulares y la 5.ª División Panzer SS Wiking. Este saliente ocupaba el último sector del Dniéper de la línea Panther, aún en manos alemanas; Razón por la cual Hitler se negó en repetidas ocasiones a permitir a Manstein que se retirara a una línea más defendible al oeste. Esta negativa creó las condiciones óptimas para el posterior éxito de la ofensiva de Korsun-Cherkasy.

## Memoria
En 1950, dentro de la Fortaleza de Santa Isabel, se creó el complejo conmemorativo «Panteón de la Gloria Eterna», donde fueron enterradas unas 50 000 víctimas de los ocupantes y varios miles de soldados que murieron por la liberación de la ciudad. De ellos, unos treinta recibieron el título de Héroe de la Unión Soviética, y sólo uno, Grigory Kuropyatnikov, era natural de la ciudad.

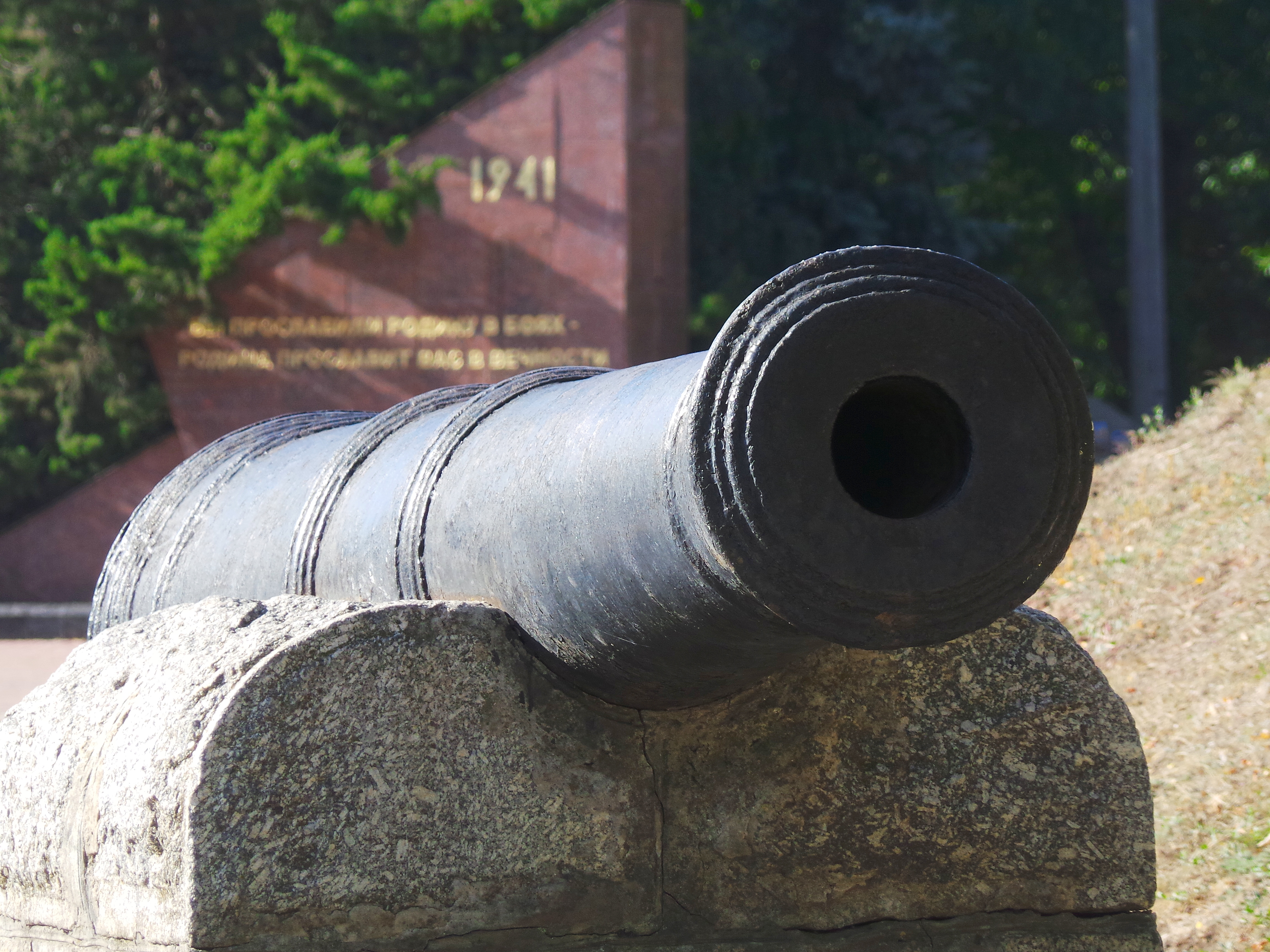
Uno de los cañones a la entrada de la fortaleza.
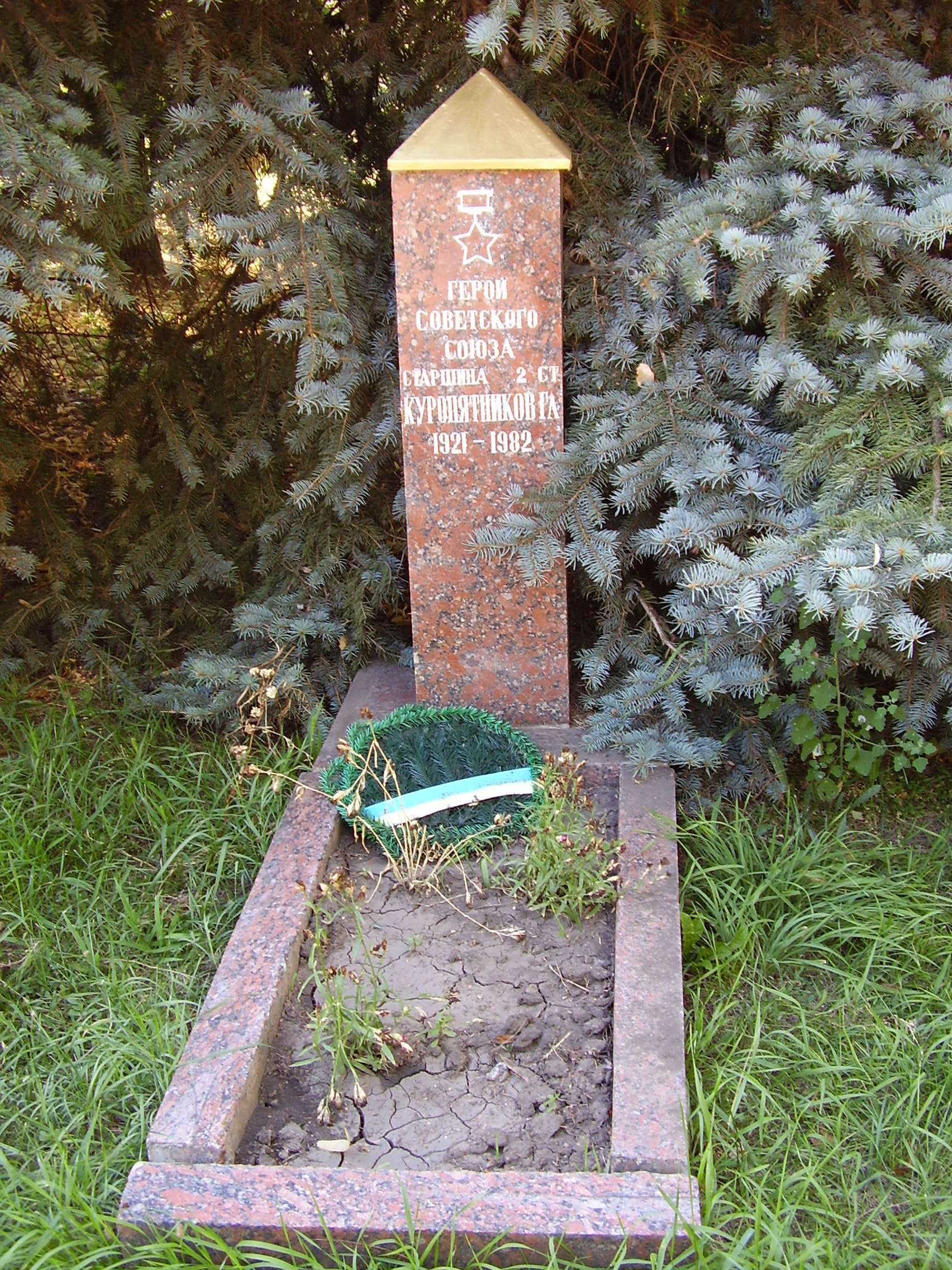
La tumba de Kuropyatnikov
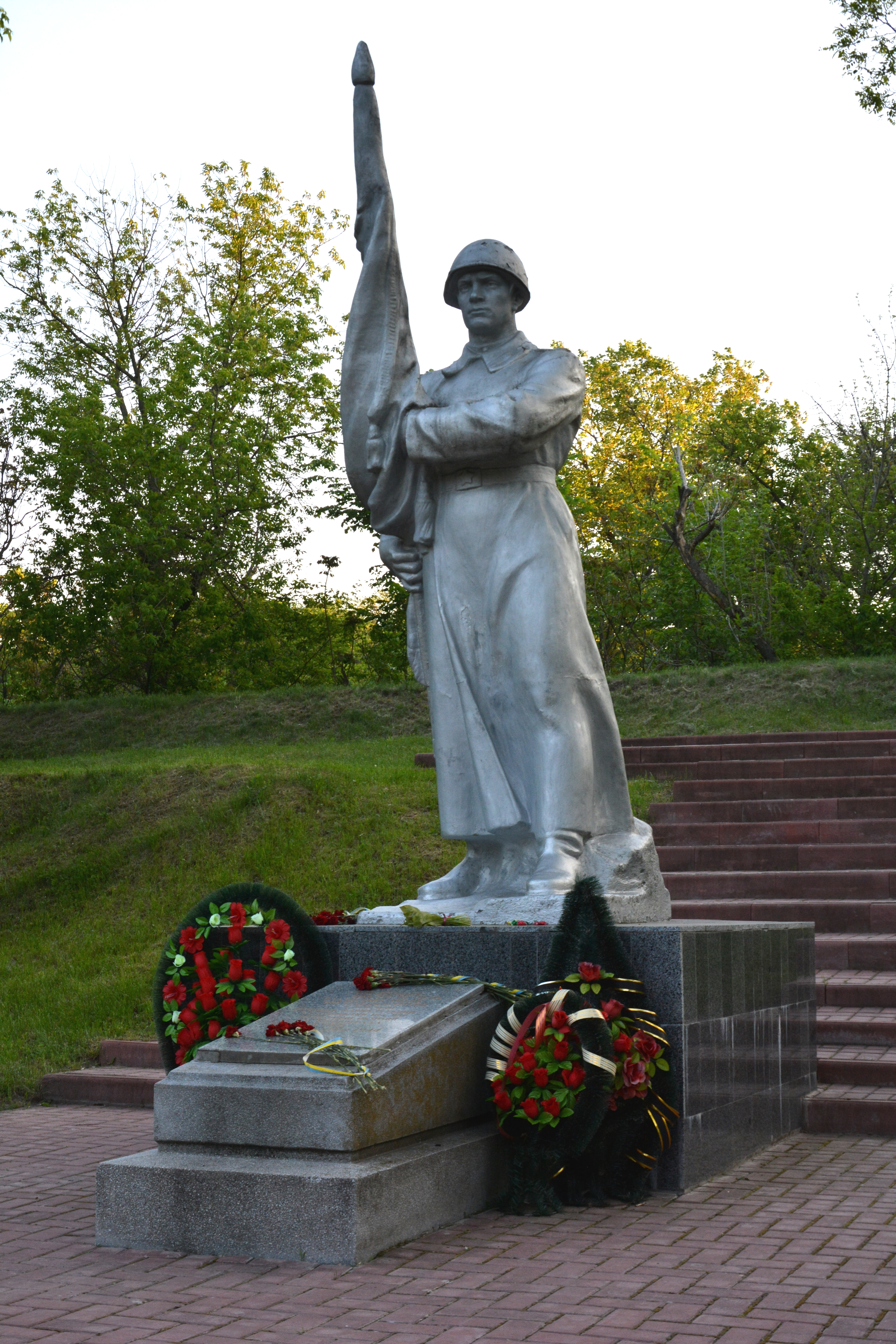
Monumento a las víctimas del nazismo
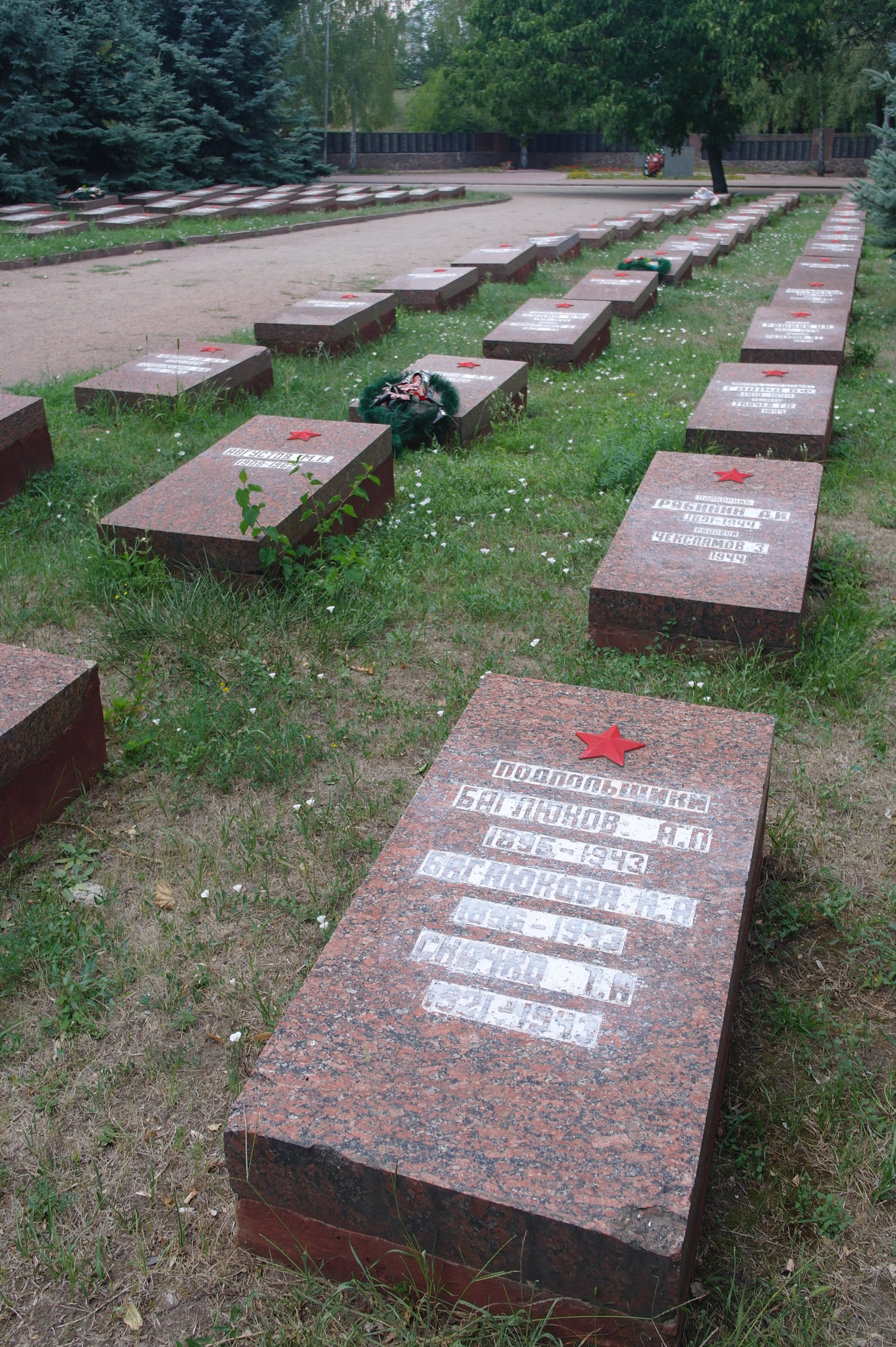
Tumbas de partisanos
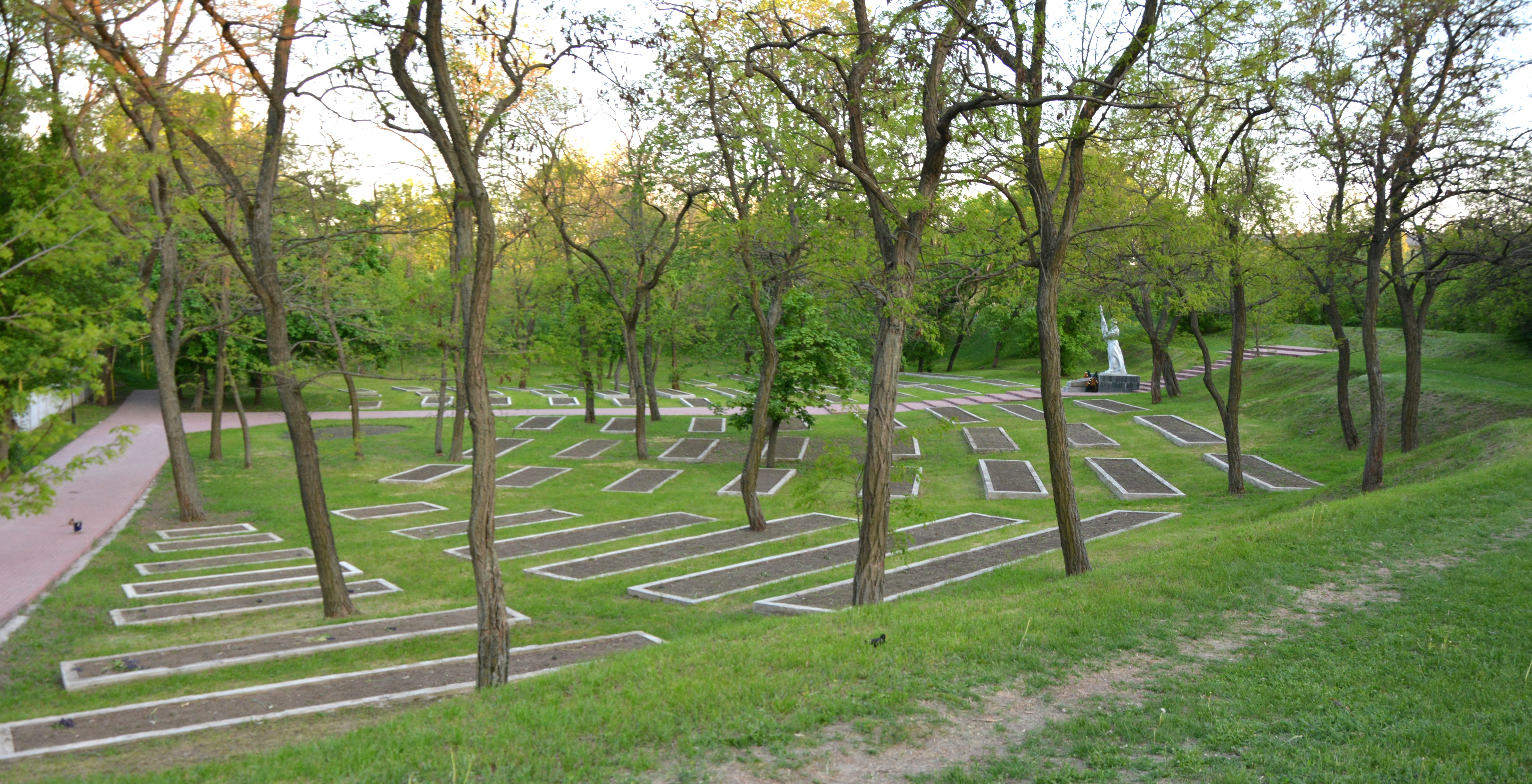
Tumbas de víctimas de la ocupación
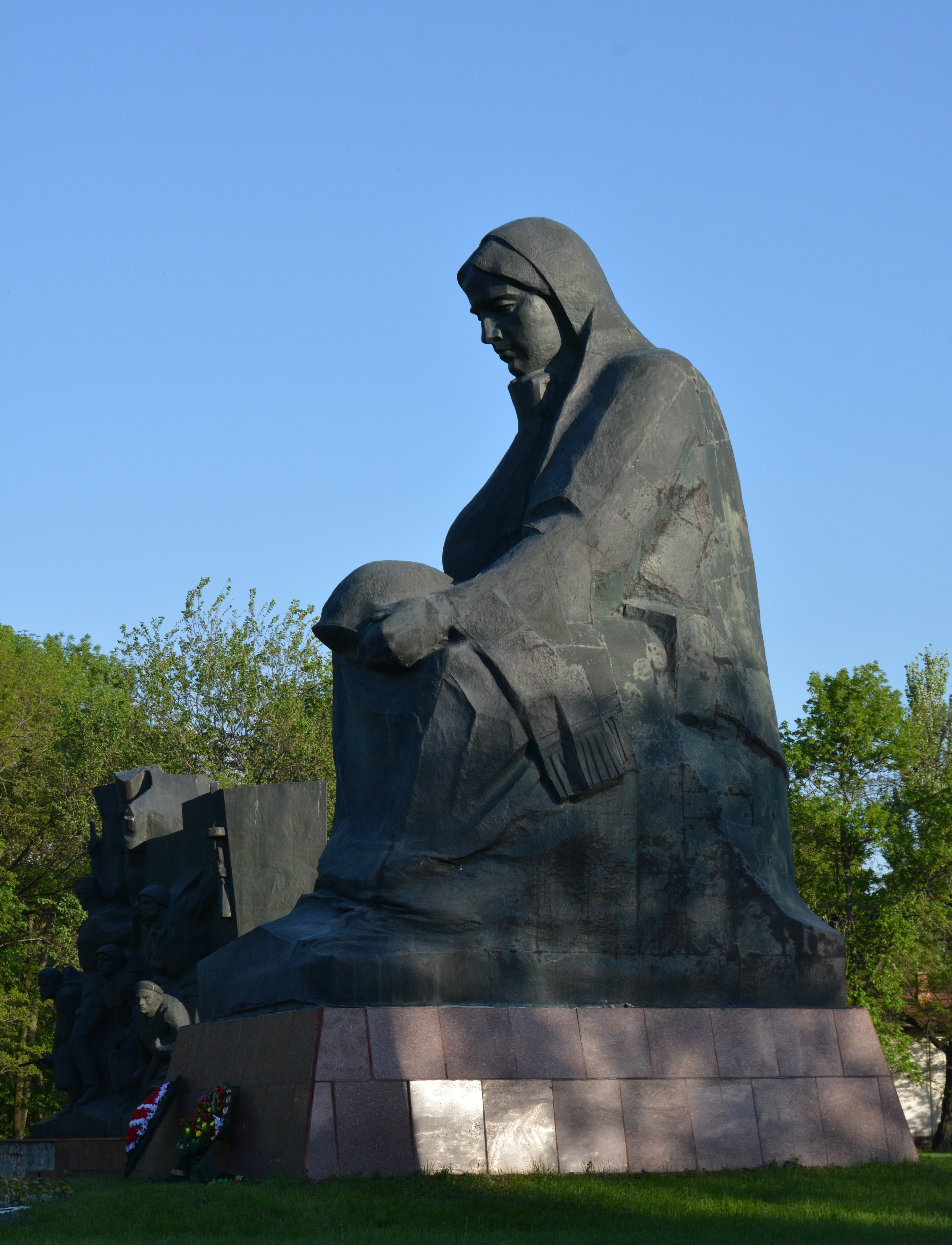
Monumento "La Patria que llora"
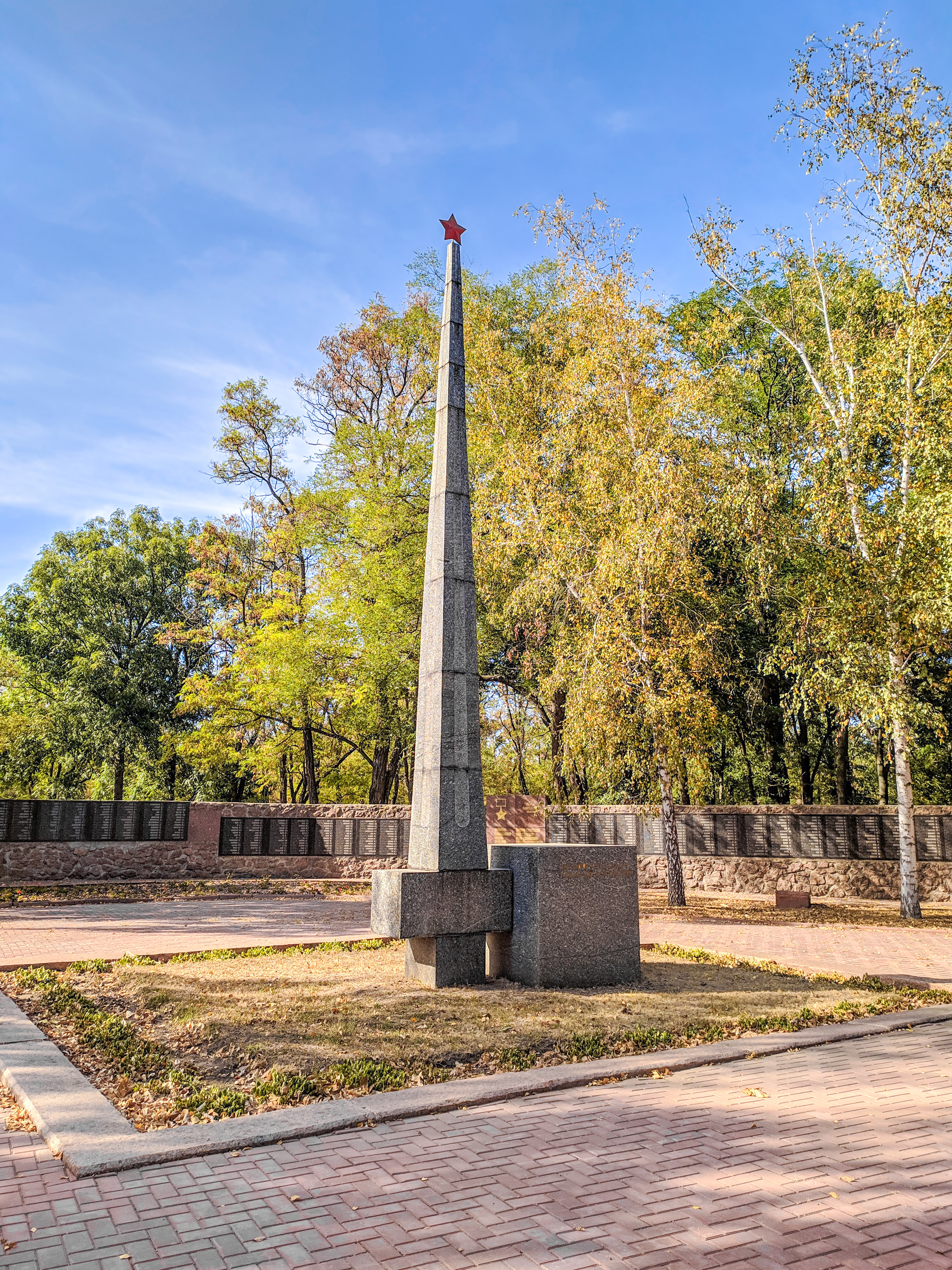
Muro de la memoria